# 1983 au Manitoba
Chronologie du Manitoba
- 1979
- 1980
- 1981
- 1982
- 1983
- 1984
- 1985
- 1986
- 1987

Cette page concerne des événements survenus en 1983 dans la province canadienne du Manitoba.

## Politique
- Premier ministre : Howard Pawley
- Chef de l'Opposition :
- Lieutenant-gouverneur : Pearl McGonigal
- Législature :

## Naissances
- 2 février : Jordin Kudluk Tootoo (en langue inuite : ᔪᐊᑕᓐ ᑐᑐ) né à Churchill (Manitoba), joueur professionnel de hockey sur glace.
- 19 mai : Peter Mooney, né à Winnipeg, acteur canadien principalement connu pour avoir tenu le rôle de Nick Collins dans la série télévisée Rookie Blue.
- 28 juin : Brett Skinner (né à Brandon), joueur professionnel de hockey sur glace canadien.
- 16 juillet : Duncan Keith (né à Winnipeg), joueur professionnel de hockey sur glace canadien[1].
- 8 août : Barry Brust (né à Swan River), joueur professionnel de hockey sur glace canadien[2].
- 27 septembre : Aaron Rome (né à Nesbitt), joueur professionnel de hockey sur glace évoluant au poste de défenseur.
- 26 octobre : Drew Bagnall (né à Oakbank), joueur professionnel de hockey sur glace canadien.